# 이향진
이향진 (1964년 11월 1일(음력) ~ )은 대한민국의 MBC 보도국 영상취재부 기자이다.

## 학력
- 성정여자고등학교 졸업 (現 선정고등학교)
- 이화여자대학교 (1983학번)

## 경력
- 보도국 영상취재1부 차장대우(1999~2002)
- 영상취재부 차장(2002~2006)
- 영상취재부/영상에디터 영상취재1팀 부장대우(2006~2007)
- 보도제작국 시사영상팀 부장대우(2007~2009)
- 보도국 영상취재부 부장대우(2009~2010.3)
- 보도제작국 시사영상부장(2010.3~2011.6)
- 보도국 영상취재1부장(2011.6~2012.8)
- 보도국 부국장(2012.8~2013.4)
- 보도국 편집1센터 뉴스데스크편집부 생방송뉴스팀장(2014.1~2017.12)
- 뉴스콘텐츠센터 뉴스영상취재1부/뉴스영상국 뉴스영상1팀 국장(2017.12~2021)
- 뉴스영상국 뉴스NPS팀 영상데이터파트장(2021.7~ 현재)

## 저서
- <엄마 난 왜 동영상 앨범 없어(2004)>

## 수상
- 2011년 제11회 올해의 이화언론인상 수상.